# 漢字ドリル
漢字ドリル（かんじドリル）とは、専ら小学校を対象に、国語科において主として利用者となる児童らが専ら漢字を学習、演習するための教材（学習ドリル）である。「書き取り」など宿題として課せられることも多い。尚、ドリルとは英語で「演習」「反復学習」という意味である。漢字スキルと言われる事もある。

## 構成
学年別、また学期別に分けられ、新たに履修する学習漢字の序列は各出版社の国語教科書の学習要項に準拠している。したがって教材を製作する各出版社（文溪堂、青葉出版など）はそれぞれの国語科教科書出版社（光村図書、東京書籍など）に準拠したものを用意している。装幀は右開き、縦書きで、サイズは短冊状、または小冊子形式が主流である。
冊子の内容は以下の通りである。教科書掲載の各作品の順番に因み、新たに履修する漢字の「解説」、続いて教科書の初出語例に準拠した「読み」の問題、同じ語例を踏襲した「書き」の問題と続いていく。「解説」は基本的な音訓、筆順、意味、主な熟語例などが記載されているが、関連学習ができるように今後新たに履修する読み方なども載っており、また誤りやすい用法や誤字などの注意が導かれることもある。「読み」と「書き」は10問ないし20問の類例を挙げ、テスト形式で利用者に解かせる形となっている。そして、大抵は裏面に模範解答が記載されている。利用においては、直接ドリルに書き込まず、専用の学習ノートを利用者に用意させることが多い（ドリルに印刷されている漢字をなぞるようにさせることもある）。
尚、国語科及び漢字ドリルの目的はあくまで漢字の読み、書き、そして用法、語法を学習するためのものであるので、漢字の書き方を習う目的の冊子ではない。漢字を美しく書く分野においては、「書写」（小学校では「てならい」「書き方」など）という科目の範疇であり、それのための教材もあるので、当該冊子を利用するのが適切である。

## 利点と欠点
利点
- 国語科の中で漢字だけをピックアップして学習できる。予習、復習にも適している。
- 苦手や分野、覚えていない分野を押さえて勉強することができる。

欠点
- 個々の漢字においてあくまで断片的な学習内容にとどまることが多い。そのため、せっかくその漢字を覚えても、日常に応用した用法、語法が使えない。この欠点を補うために漢字辞典を併用することはお勧めできる。
- 宿題などに於いてルーチンとなることがある。既にその漢字を知っている利用者にとっては、書き取りなどはどうしても手間を掛けるので、乱筆になりがちである。したがって、その乱筆が癖となって身に付いてしまうことがある。

## 漢字ドリルの出版社
以下7社でシェアを分配する。
- 文溪堂
- 青葉出版
- 新学社
- 日本標準
- 光文書院
- 教育同人社
- 明治図書

## 広義の漢字ドリル
近年は大人を対象とした「漢字ドリル」も登場しているが、それらはあくまで余暇学習のための娯楽書である。また、企業採用試験や資格勉強、検定試験のためのドリルも出版されているが、いずれも教材としての「漢字ドリル」には該当しない。